# Moses H. W. Chan
Moses Hung-Wai Chan (chinesisch 陳鴻渭; * 23. November 1946 in Xi’an, China) ist ein US-amerikanischer Physiker.
Chan besuchte das Bridgewater College mit dem Bachelor-Abschluss 1967 und die Cornell University mit dem Master-Abschluss 1970 und der Promotion an der Cornell University 1974 bei John Reppy. Er war von 1969 bis 1970 Assistant Lecturer an der Universität Hongkong und von 1973 bis 1976 Research Associate an der Duke University. Ab 1976 war er Assistant Professor an der University of Toledo und ab 1979 Assistant Professor und später Professor an der Pennsylvania State University. 2000 wurde er Distinguished Professor und 1994 Evan Pugh Professor.
1986/87 war er Gastprofessor an der Cornell University.
2004 berichtete er mit seinem Doktoranden Eun-Seong Kim über die Entdeckung von Suprasolidität (ein Quantenzustand fester Körper, in dem die Viskosität verschwindet) in einem Torsionsschwingungs-Experiment mit festem Helium 4 (das in einem porösen Glas namens Vycor war), in dem sie ein nicht-klassisches Trägheitsmoment feststellten. Als Chan das Experiment allerdings 2012 mit Dud Kim wiederholte, fanden sie keinen Hinweis auf Suprasolidität. Der beobachtete Effekt konnte durch die Änderung der Elastizität des festen Heliums erklärt werden.
1984 bestimmte er mit H. K. Kim experimentell des kritischen Exponenten im zweidimensionalen Ising-Modell (Übergang Gas-Flüssigkeit für auf Graphit adsorbiertes Methan in Monolage). 1999 beobachtete er den kritischen Casimir-Effekt.
In jüngster Zeit befasst er sich auch mit magnetischen und supraleitenden Nanodrähten.
Er ist Fellow der American Physical Society, der American Academy of Arts and Sciences (2004) und der National Academy of Sciences (2000). 1982 war er Senior Fellow der Japan Society for the Promotion of Science. 1986 war er Guggenheim Fellow.
1996 erhielt er den Fritz London Memorial Prize für seine innovativen und präzisen experimentellen Untersuchungen von Phasenübergängen in Flüssigkeiten, speziell in reduzierten Abmessungen,... und bei Anwesenheit von Unordnung und Störstellen; sowie für seine Beiträge zur experimentellen Untersuchung von Benetzung.